# Mahmoud El-Nigero
Mahmoud Ismail El-Nigero (in arabo محمود النيجرو‎?; fl. XX secolo) è stato un calciatore egiziano, di ruolo attaccante.

## Carriera
Prese parte con la Nazionale egiziana ai Mondiali del 1934.